# Guillermo Heras
Luis Guillermo Heras Toledo (Madrid, 29 de julho de 1952 — Buenos Aires, 12 de julho de 2023) foi um autor e diretor e encenador de teatro espanhol.

## Biografia
Em Portugal, pelo Teatro do Noroeste - Centro Dramático de Viana, encenou:
- Édipos – Título Provisório, de Alexandra Moreira da Silva;
- Psicosis 4:48, de Sarah Kane;
- Cartas de Amor a Staline, de Juan Mayorga;
- Boyzeca, um soldado em Abril, de José Martins e Guillermo Heras a partir de Büchener.

Trabalhou como director e editor das colecções teatrais "Nuevo Teatro Español", "Nueva Escena" , "Teatro Español Contemporáneo" e "Teatro Americano Actual".
Foi membro fundador da Companhia de Teatro del Astillero.
Também foi diretor da Mostra de Teatro Espanhol de Autores Contemporáneos e Asesor de Artes Cénicas de La Casa de América. Também foi professor - Mestre de "Gestión Cultural" da Universida de Complutense de Madrid. É também director da "Oficina Dramaturgia da Dança" e gestor cultural no Ministério da Cultura espanhol.

## Livros

### Livros Teóricos
- "Escritos dispersos" (ed. CNNTE)
- "Miradas a la escena de fin de siglo. Escritos Dispersos II" em edicões da Universidade de Valencia.

### Outros livros
- "Inútil faro de la noche"
- "Ojos de nácar"
- "Muerte en Directo"
- "Estación Sur"
- "La Oscuridad. Trilogía de Ausencias"
- "Alma"
- "Muchacha"
- "Rottweiler"

## Prêmios
- Premio Nacional de Teatro em 1994.
- Premio Lorca de Teatro em 1997.